# Harilal Gandhi

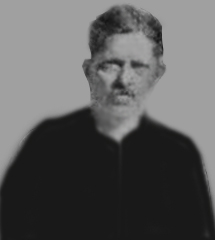
Harilal Gandhi

Harilal Mohandas Gandhi, född 1888, död den 18 juni 1948, var Mahatma Gandhis och dennes hustru Kasturbas förste son. 
Harilal Gandhi, som föddes då hans far var endast 18, kom att ha en genomgående problematisk relation till denne. Han blev med tiden svårt deprimerad och alkoholiserad. Han hade planer på att studera juridik i England, vilket hans far motsatte sig.
Harilal Gandhis liv och relation till sin far har skildrats i Chandulal Bhagubhai Dalals bok Harilal Gandhi: A Life. Den boken ligger till grund för filmen Gandhi, my father från 2007. 
Hans barnbarn Nilam Parikh har skrivit biografin Gandhiji's Lost Jewel.